# II Liceum Ogólnokształcące im. Cypriana Kamila Norwida w Tychach
II Liceum Ogólnokształcące z Oddziałami Integracyjnymi im. Cypriana Kamila Norwida w Tychach – publiczna szkoła ponadpodstawowa w Tychach, zlokalizowana przy ul. Norwida 40.

## Historia
Decyzja o utworzeniu drugiego (po I Liceum Ogólnokształcącym im. Leona Kruczkowskiego) liceum w Tychach była konsekwencją rosnącej populacji miasta w latach 50. i 60. XX wieku. Szkoła powstała w 1963 roku, a jej siedzibą piętro budynku ówczesnej Szkoły Podstawowej nr 4. Utworzono wówczas dwie klasy, do których przyjęto 80 osób, a pierwsi absolwenci opuścili mury liceum w 1967 roku. 
W 1972 roku zlikwidowana została Szkoła Podstawowa nr 4, a liceum zajęło cały obiekt. Wówczas też placówce nadano imię Cypriana Kamila Norwida. Stopniowo rozszerzano ofertę edukacyjną szkoły, tworząc klasy profilowane, m.in. matematyczno–fizyczną, humanistyczną i biologiczno–chemiczną. W 2002 roku podjęto decyzję o przekształceniu liceum w szkołę integracyjną, zmieniając nazwę na II Liceum Ogólnokształcące z Oddziałami Integracyjnymi im. Cypriana Kamila Norwida w Tychach.
W 2014 roku liceum zostało objęte patronatem przez Uniwersytet Ekonomiczny w Katowicach, natomiast w 2018 roku podpisano umowę o współpracy z Wydziałem Nauk Społecznych Uniwersytetu Śląskiego w Katowicach. 

## Dyrekcja
- mgr Kazimierz Głód (1963–1969)
- mgr Bogusław Morejko (1969–1974)
- mgr Stanisław Madej (1974–1990)
- mgr Włodzimierz Trlik (1990–2002)
- mgr Piotr Rosiak (2002–2007)
- mgr Natalia Nowak (2007–2017)
- mgr Małgorzata Leszczyńska-Kloc (2017–2022)
- mgr Rafał Julian Kordeusz (od 2022)

## Profile
Na rok szkolny 2021/2022 zaplanowano kształcenie w klasach o następujących profilach;
- klasa „A” – matematyczny
- klasa „B” – bologiczno-chemiczny
- klasa „C” – dwujęzyczny (j. angielski oraz drugi język do wyboru)
- klasa „D” – humanistyczna

## Absolwenci
- Waldemar Cichoń – pisarz, autor książek dla dzieci
- Andrzej Drogoń – prawnik oraz historyk, dyrektor Oddziału Instytutu Pamięci Narodowej w Katowicach
- Wojciech Dyduch – profesor nauk ekonomicznych, prorektor Uniwersytetu Ekonomicznego w Katowicach
- Michał Gramatyka − polityk
- Honorata Witańska – aktorka teatralna i telewizyjna